# 全国高等学校ダンス部選手権
全国高等学校ダンス部選手権（ぜんこくこうとうがっこうダンスぶせんしゅけん）は、全国各地で「エイベックス・アーティストアカデミー」スクール運営をする「エイベックス・アライアンス＆パートナーズ株式会社」（略称AAP）が主催のダンス競技会。別名DANCE CLUB CHAMPIONSHIP。略称DCC。

## 概要
2013年に創設。エイベックス・マネジメント株式会社（略称AMG）が主催で始めたダンス競技会。AMGはエイベックスグループ内の「エイベックス・アーティストアカデミー」や「エイベックス・ダンスマスター」などのスクール運営、アーティスト、俳優、声優、モデル、アスリートなどのタレントが所属する。
参加校が応募時にそれぞれ独自に定めた二文字の漢字（熟語以外の造語や当て字も可）をテーマに表現したダンスを披露する。
上位3校には翌年本大会のシード権が与えられる。
第1回大会は、2013年8月5日にエイベックスグループ主催イベント「a-nation island」の会場内で開催。中学校・高等学校のダンス部決勝大会「DANCE CLUB CHAMPIONSHIP」を開催。ダンス部がある全国の中学、高校約70校からエントリー。ダンス・アーティストのケント・モリ、TAKAHIROなどが審査員を務めた。
2020年は新型コロナウィルス感染拡大予防のためオンラインによる大会となった。
スポーツ庁（2015年・2016年・2022年・2023年・2024年）が後援に入っており、過去に文部科学省（2013年・2014年）も後援に入っていた。

## 実施要項
出場資格
- 高校ダンス部（同好会可）で構成されたチームであること。
- 担当教員の同意を得ること。
- 決勝大会に参加できること。
- 決勝大会のステージアクティングエリア（幅12m×奥行き7m）内で演技ができること。
  - ※アクティングエリアは安全に演技して頂くためのエリアとなります。
  - ※エリアを超えても減点にはなりませんが、原則アクティングエリアでの演技をお願いします。

- 作品が2分30秒以内であること。
- 登録メンバーのみで構成されていること。
- 下記の人数規定を満たしていること。
  - 人数規定：1名 - 40名
  - ※出場資格を満たしている場合は1校から複数チームエントリー可。（同一部員の複数チーム参加は不可）

- 楽曲ルールを遵守していること。

参加費
- 実際にステージで踊る選手は無料。
- 選手を除く関係者は入場料が必要。

審査基準
- 漢字二文字のテーマをいかにダンスで表現するかを競います。（例:情熱【パッション】）
- テーマの表現力、技術・構成・衣装・チームワーク・パッションなどを総合で評価します。
- 審査基準は、表現力・技術力・独創性の3項目100点満点で採点します。

## 歴代優勝校
| 回 | 開催年 | 高等学校の部                    | 中学校の部                    | 会場             |
| -- | ------ | ------------------------------- | ----------------------------- | ---------------- |
| 1  | 2013年 | 北九州市立高等学校（福岡） 勝利 | 同志社香里中学校（大阪） 衷情 | SHIBUYA-AX       |
| 2  | 2014年 | 山村学園高等学校（埼玉） 秀樹   | 同志社香里中学校（大阪） 歌舞 | 代々木第二体育館 |

| 回 | 開催年 | 高等学校の部                        | 高等学校の部                        | 会場                 |
| -- | ------ | ----------------------------------- | ----------------------------------- | -------------------- |
| 3  | 2015年 | 大阪府立久米田高等学校（大阪） 修羅 | 大阪府立久米田高等学校（大阪） 修羅 | 代々木第二体育館     |
| 4  | 2016年 | 北九州市立高等学校（福岡） 愛翻     | 北九州市立高等学校（福岡） 愛翻     | 代々木第二体育館     |
| 5  | 2017年 | 大阪府立登美丘高等学校（大阪） 扇舞 | 大阪府立登美丘高等学校（大阪） 扇舞 | 舞浜アンフィシアター |
| 6  | 2018年 | 大阪府立登美丘高等学校（大阪） 煇晴 | 大阪府立登美丘高等学校（大阪） 煇晴 | 舞浜アンフィシアター |

| 回 | 開催年 | 一般部門                            | 少人数部門                    | 会場                       |
| -- | ------ | ----------------------------------- | ----------------------------- | -------------------------- |
| 7  | 2019年 | 同志社香里高等学校（大阪） 刻韻     | 上宮高等学校（大阪） 一心     | 舞浜アンフィシアター       |
| 8  | 2020年 | 大阪府立登美丘高等学校（大阪） 燃愛 | 仙台城南高等学校（宮城） 不羈 | ※全ステージ オンライン審査 |

| 回 | 開催年 | 高等学校の部                  | 会場                 |
| -- | ------ | ----------------------------- | -------------------- |
| 9  | 2021年 | 山村国際高等学校（埼玉） 情熱 | LINE CUBE SHIBUYA    |
| 10 | 2022年 | 帝塚山学院高等学校(大阪) 春霞 | 東京ガーデンシアター |
| 11 | 2023年 | 樟蔭高等学校（大阪） 鎮魂     | 東京ガーデンシアター |
| 12 | 2024年 | 武南高等学校（埼玉） 和勢     | 東京ガーデンシアター |

## 紹介メディア
- スカイA（CS放送）
- ABEMA（WEB配信）